# Маколей, Дэвид
Дэвид Маколей (англ. David Macaulay; род. 1946) — американский художник и дизайнер.

## Биография
Родился в Ланкашире. В возрасте одиннадцати лет Маколей переехал в Блумфилд (Нью-Джерси). Начал рисовать после переезда в США. После окончания средней школы в Кэмберленде (Род-Айленд) в 1964 году, он поступил в Школу Дизайна, в которой он получил степень бакалавра архитектуры и проходил обучение (Рим, Геркуланум, Помпеи).
Тираж книг с иллюстрациями Маколея было продано более двух миллионов, которые были переведены на двенадцать языков и получили высокую оценку. Журнал «Тайм» писал, что «Маколей рисует и рисует лучше, чем любой другой иллюстратор ручкой и чернилами в мире». Среди его многочисленных наград есть Премия программы стипендиатов, Медаль Калдекотта, книжная премия «Бостонский мир» (за книгу «Черное и белое»), премия Кристофера, премия Френкеля, медаль Американского института архитекторов, премия детской книги Гильдии публицистики имени Дж. Вашингтона, Немецкая молодёжная литературная премия, премия «Серебряный грифель» (Нидерланды). Также выдвигался на получение премий Ханса Кристиана Андерсена и Брэдфорда Уошборна.
В июне 2007 года его работы были представлены на выставке «Дэвид Маколей: искусство изображения архитектуры» в Национальном строительном музее.
Живёт в Норвиче, штат Вермонт.